# VERITAS (космічний апарат)
VERITAS — запропонований концепт місії NASA, Лабораторії Реактивного Руху для фотографування у високій роздільній здатності поверхні Венери. Комбінація топографії планети і фотографій забезпечить знання про Венеру щодо тектонічної історії і історії бомбардування її поверхні небесними тілами, час і механізм вулканічної активності, і процеси у мантії планети, що відповідають за виверження вулканів.

## Огляд місії

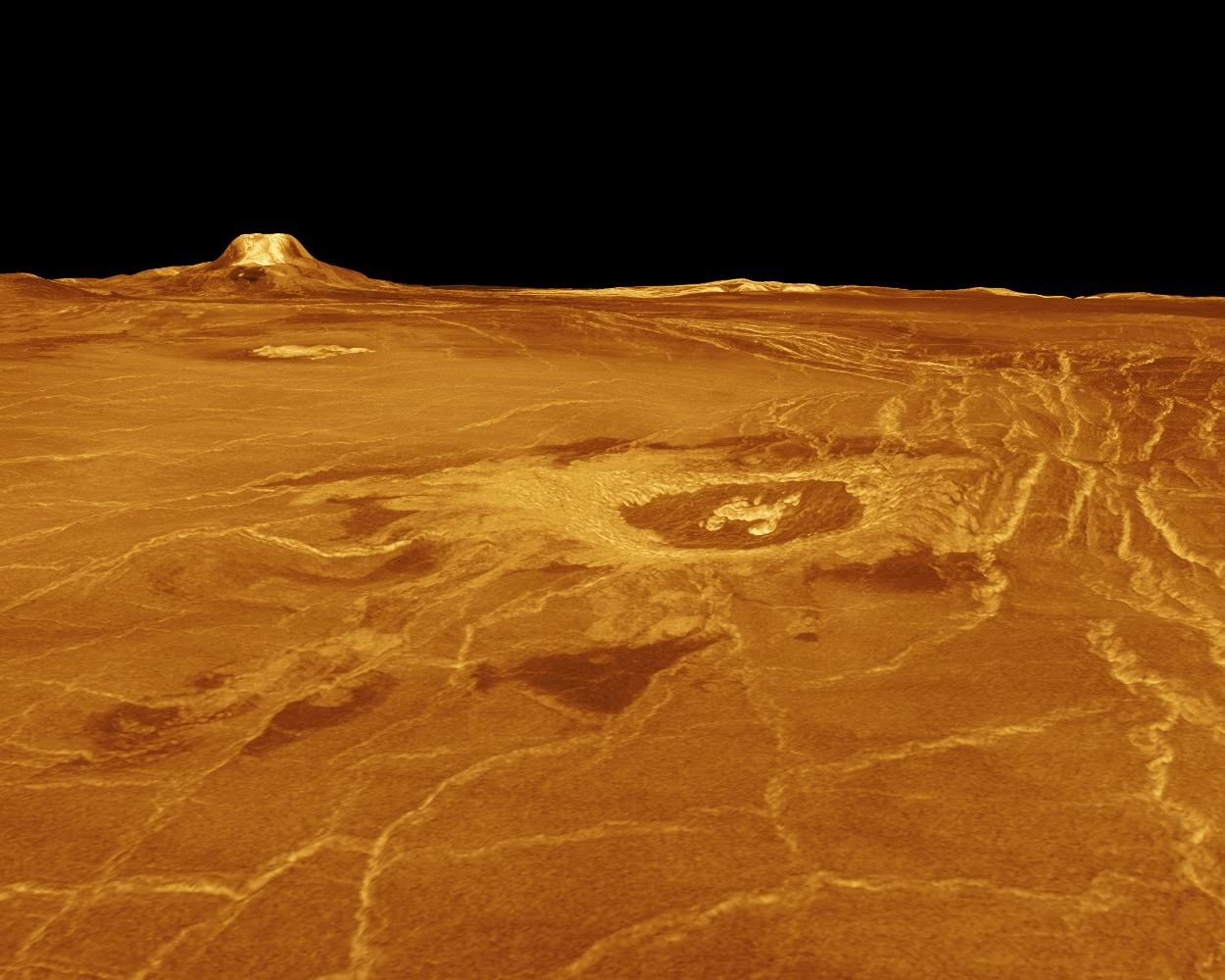
Це приклад вигляду поверхні Венери, який заснований на даних радіолокаційних відображень, зроблених КА. Нова глобальна карта, яка буде зроблена, дозволить порівняти їх одну з одною.

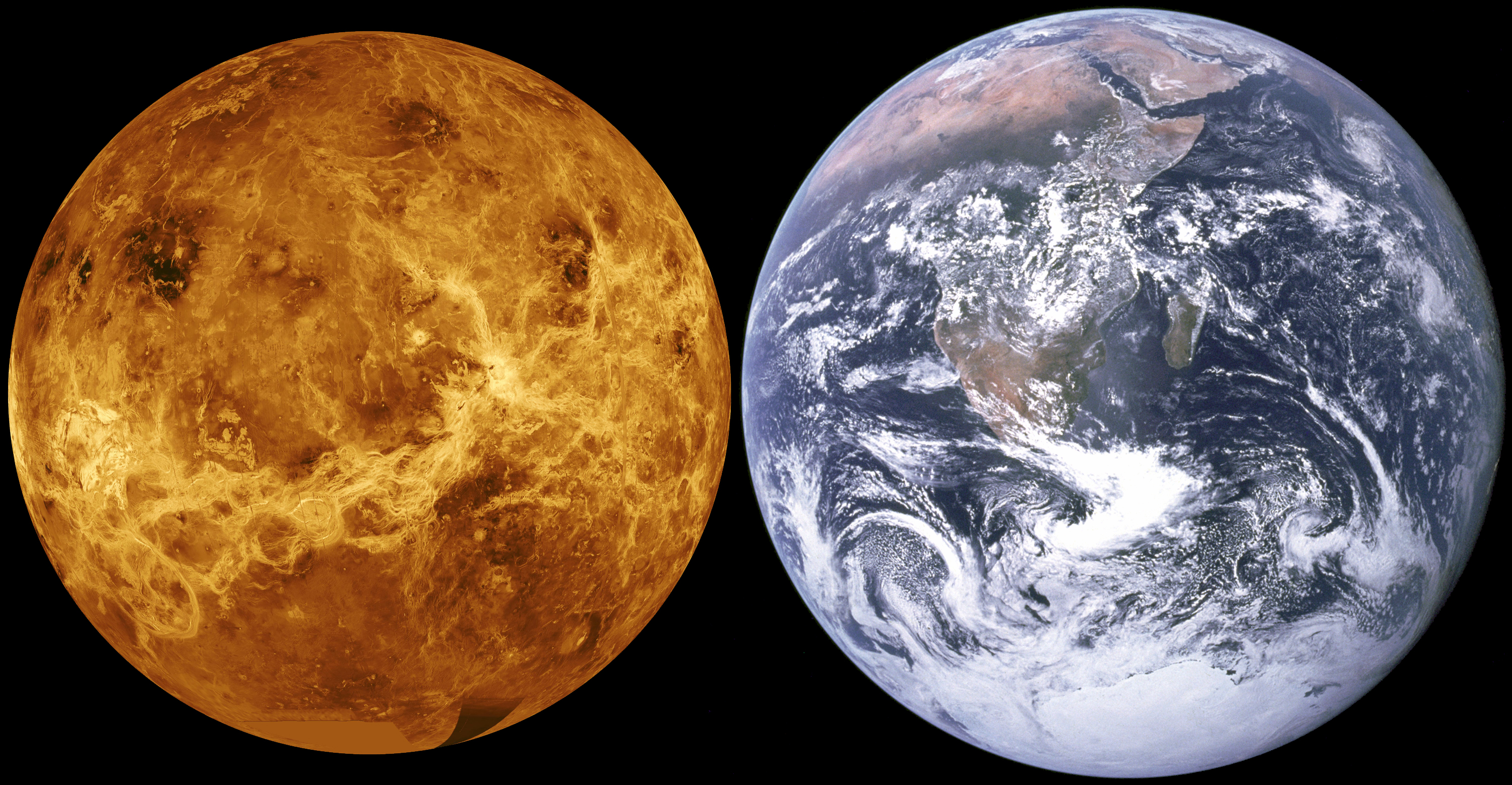
Порівняння радіолокаційних зображень Венери і Землі

Місія була обрана 30 вересня 2015 року як півфіналіст для місії № 13 космічної програми «Discovery» Переможець буде обраний у вересні 2016 року, і має бути готовий до запуску до кінця 2021 року. Головний керівник місії — Сюзанна Смрекар з Лабораторії Реактивного Руху, NASA. ЛРР забезпечить підтримку місії.

## Наукові цілі
VERITAS має зробити глобальну топографічну мапу високої роздільної здатності і сфотографувати поверхню Венери, зробити перші мапи деформацій поверхні і глобальний склад поверхні, термічний коефіцієнт випромінювання, і гравітаційне поле. Також метою є спроба визначення який шлях здійснила вода у історії Венери. Також, отримання поточних даних щодо вулканічної активності і місія зможе з'ясувати, чи обмежений поточний вулканізм мантійним плюмом або поширений більш широко. Світлини високої роздільної здатності можливо буде отримати при суміщенні радара Х діапазону, використовуючи його як однопрохідний інтерферометричний апертурний радар разом з багатоспектральним інфрачервоним випромінювачем з можливістю картографування. VERITAS створить топографічну карту поверхні з роздільною здатністю 250 м і 5 м по вертикалі, і зафіксує радіолокаційні зображення з 30 м просторовою роздільною здатністю.
Цілі
1. зрозуміти еволюцію геології Венери
2. встановити які геологічні процеси відбуваються на даний час на планеті
3. знайти свідоцтва залишків води у минулому чи її присутність зараз

## Наукове навантаження
Головні цілі місії будуть досягнуті за рахунок двох наукових інструментів і наукових досліджень протягом 2 років на орбіті.
- VEM (Venus Emissivity Mapper) — Картограф. Картографування поверхні використовуючи шість спектральних діапазонів у п'яти атмосферних вікнах, які видно через хмари.[7] Буде забезпечений Німецьким Аерокосмічним Центром.[8]
- VISAR (Venus Interferometric Synthetic Aperture Radar) — створить цифрову модель рельєфу з точністю 250 м по горизонталі і 5 м у висоту.[6]

Гравітаційні наукові дослідження здійснюватимуться з використанням телекомунікаційної системи космічного апарата. Конструкція апарата також дає можливість відправити на борту наносупутники в атмосферу Венери, маючи мас-спектрометр на борту для взяття зразків благородних газів і ізотопів. NASA таким чином відпрацьовує опцію ОДТ (Опція Демонстрації Технології) Вона названа «Стріла Купідона» наносупутники будуть мати на борту лінійні іонні пастки мас-спектрометра і входитимуть в атмосферу Венери (назва — «скіммер»).